# Antonietta Marini-Rainieri
Antonietta Marini-Rainieri (XIX secolo – XIX secolo) è stata un soprano italiano.

## Biografia
Di Antonietta Rainieri non si conoscono né il luogo di nascita e di morte, né le date. Si sa che era la moglie di Ignazio Marini che si esibiva nei ruoli di basso. Coetaneo e amico di Giuseppe Verdi, il Marini affiancò Antonietta Rainieri, interpretando il ruolo del Gran siniscalco nel Gianni di Parigi di Gaetano Donizetti (10 settembre 1839, Scala di Milano).

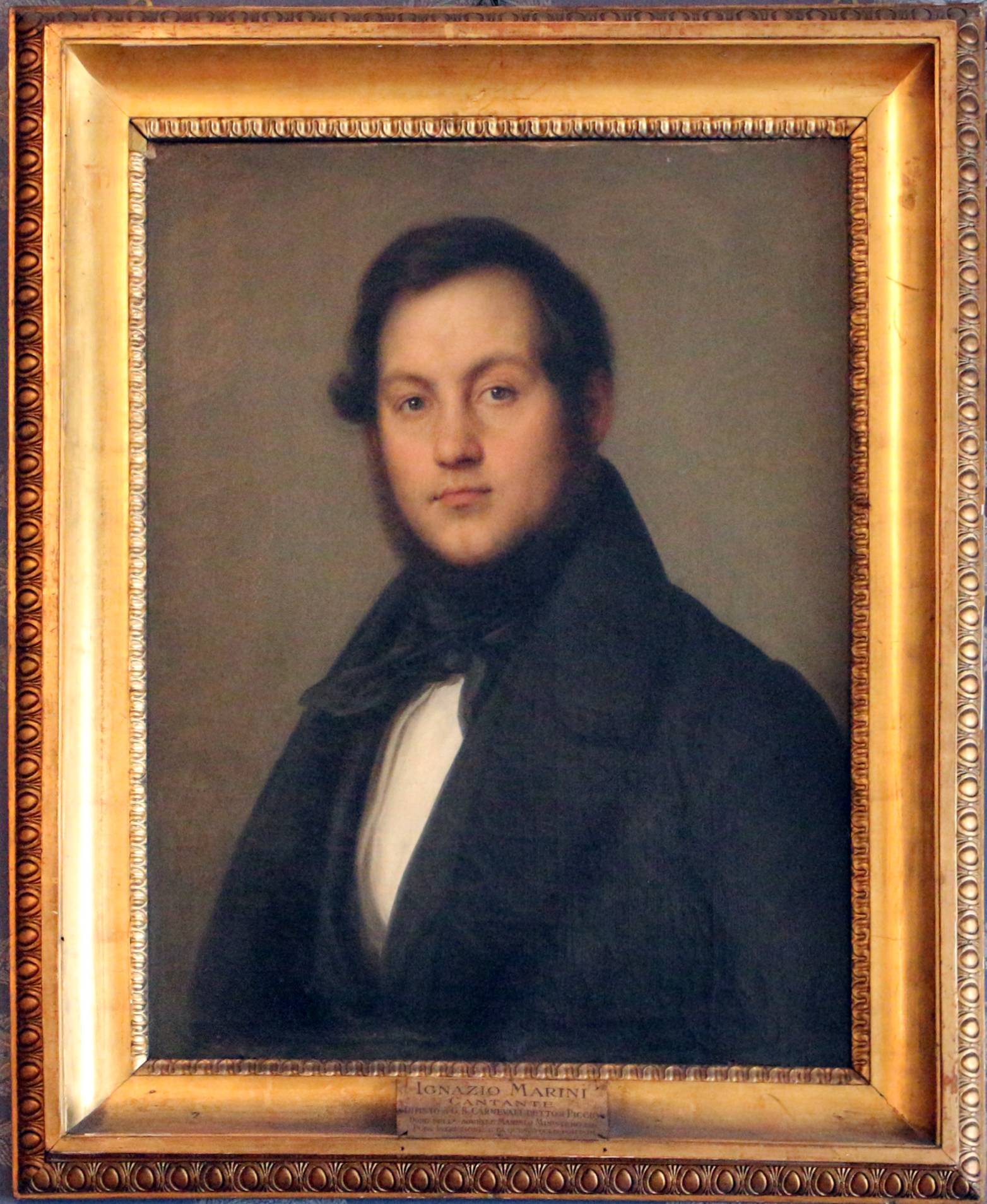
Il Piccio, Ritratto del cantante Ignazio Marini, (Museo del Teatro alla Scala)

Si esibirono insieme anche nellOberto, Conte di San Bonifacio di Verdi (17 novembre 1839, Milano). Giuseppina Strepponi debuttò alla Scala, interpretando proprio il ruolo di Leonora, al posto di Antonietta Marini-Rainieri che si era ammalata il giorno della prima. Antonietta e Ignazio Marini ebbero due figli, poi si separarono.
Nel 1835,  al Teatro Regio di Parma, Antonietta Marini-Rainieri rivestì il ruolo di Giulietta, ne I Capuleti e i Montecchi di Vincenzo Bellini.  Cantò poi nel ruolo della Principessa di Navarra, nel Gianni di Parigi, melodramma in due atti di Gaetano Donizetti (1839), scritto su libretto di Felice Romani.
Nel melodramma giocoso Un giorno di regno (conosciuto anche come Il finto Stanislao), seconda opera lirica di Giuseppe Verdi, scritta su libretto di Felice Romani, alla prima rappresentazione -Teatro alla Scala, il 5 settembre 1840 - Antonietta Rainieri-Marini sosteneva la parte della Marchesa del Poggio.
Al Teatro Carlo Felice di Genova, nella stagione 1840-1841, interpretò il ruolo di Gildippe, nel melodramma Gildippe ed Odoardo di Ottone Nicolai.
Cantò anche nel ruolo della protagonista, nella Maria regina d'Inghilterra, opera in tre atti di Giovanni Pacini, su libretto di Leopoldo Tarantini. La prima rappresentazione andò in scena al Teatro Carolino di Palermo, l'11 febbraio 1843. Ricoprì lo stesso ruolo, a dicembre 1843 alla Scala di Milano e a febbraio 1844 al Teatro Carlo Felice di Genova.

## Galleria d'immagini
- Gaetano Donizetti,Gianni di Parigi, libretto

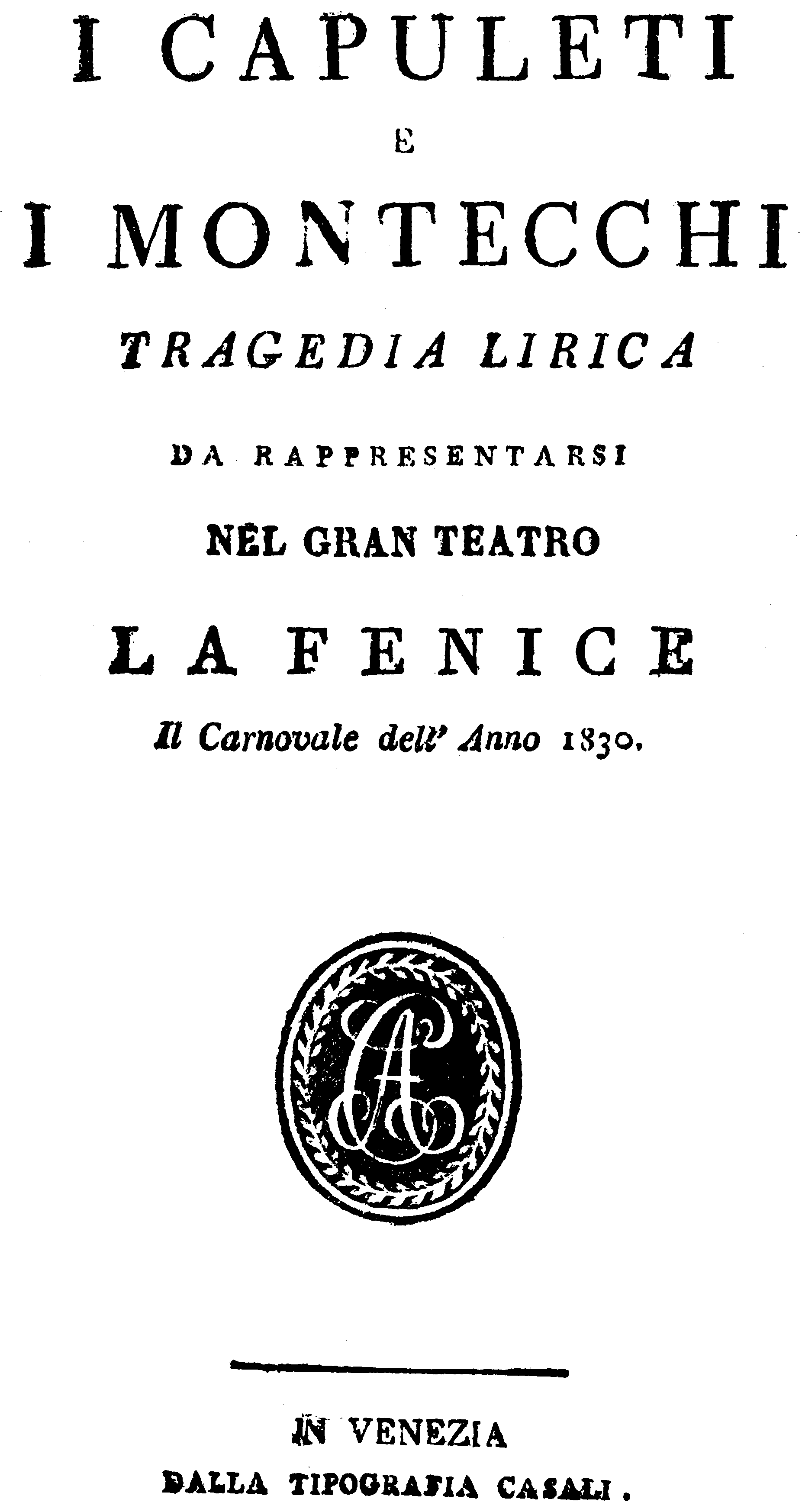
Vincenzo Bellini, I Capuleti e i Montecchi, libretto, Venezia, 1830
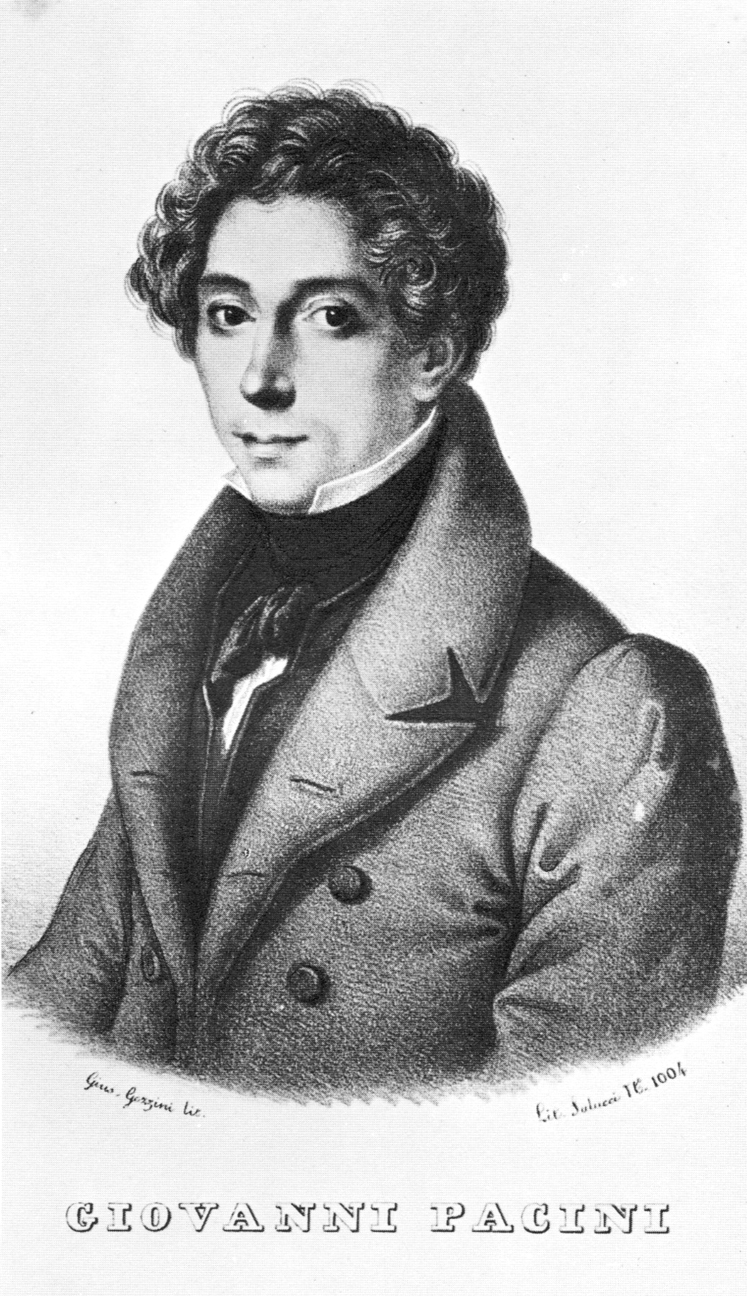
Giovanni Pacini
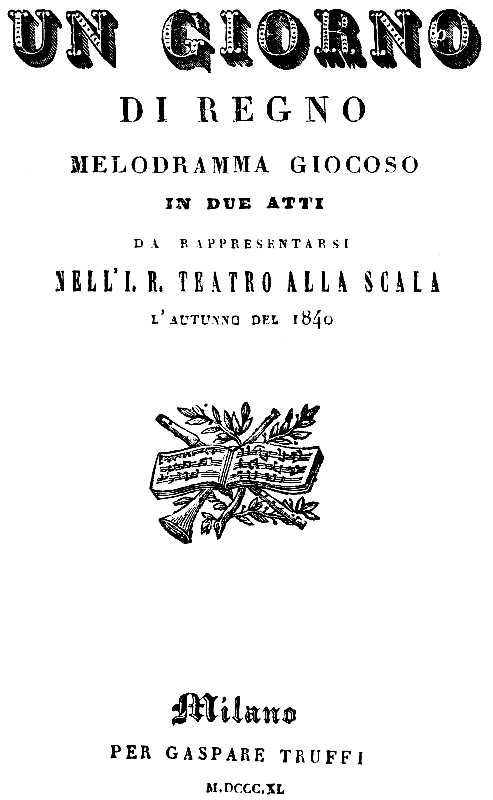
Giuseppe Verdi, Un giorno di regno, libretto, Milano, 1840